# Acacia brachyphylla
Acacia brachyphylla é uma espécie de leguminosa do gênero Acacia, pertencente à família Fabaceae.